# Тин (река)
Тин (енгл. River Teign) је река у Уједињеном Краљевству, у Енглеској. Дуга је 50 km. Протиче кроз Дорсет. Улива се у залив Лајм, односно Ламанш. 